# NGC 3093
NGC 3093 (również PGC 28977) – galaktyka eliptyczna (E), znajdująca się w gwiazdozbiorze Sekstantu. Odkrył ją Albert Marth 22 stycznia 1865 roku.